# 小野寺有一

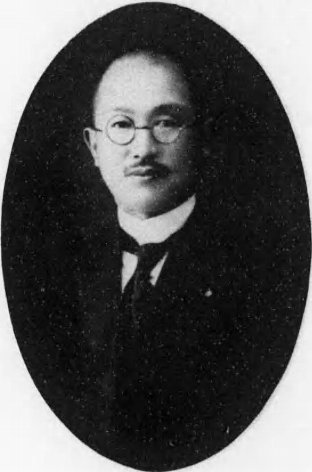
小野寺有一

小野寺 有一（おのでら ゆういち、1883年（明治16年）7月1日 – 1965年（昭和40年）1月4日）は、衆議院議員。岩手県釜石市長。

## 経歴
岩手県東磐井郡黄海村（藤沢町を経て現在の一関市）出身。岩手県巡査となり、普通文官試験に合格して、1909年（明治42年）より岩手県警部を務めた。その後、宮城県警部に転じ、角田警察署長、石巻警察署長、塩釜警察署長、高等保安警務課長を歴任。1921年（大正10年）に警視に昇進し、仙台警察署長に就任した。その後、伊具郡長となった。
1928年（昭和3年）より釜石町長を務め、1937年（昭和12年）に市制施行されると初代市長に就任した。
1942年（昭和17年）、第21回衆議院議員総選挙に翼賛政治体制協議会の推薦を受けて出馬し、当選を果たした。
そのため、戦後、公職追放となった。追放解除後も政界に復帰することはなかった。1965年死去。